# Теряев, Тимофей Фёдорович
Тимофе́й Фёдорович Теряев (3 августа 1919, с. Галич, Орловская губерния — 20 марта 2001, Ростов-на-Дону) — российский художник.

## Биография
Родился 3 августа 1919 в селе Галич Орловской области. В 1921 году семья Теряевых из Галича переехала в Новочеркасск. С 1927 по 1937 учился в средней школе. Работал молотобойцем. Попал в ученики к художнику-оформителю Токареву, оформлять рекламные щиты для кинотеатра. С 1939 по 1952 служил в пограничных войсках в Армении. В 1953 году по рекомендации Мартироса Сарьяна поступил в Ереванский художественно-театральный институт. В 1964 вступил в члены Союза художников РСФСР. В 1959 году Теряев с женой переехали в Ростовскую область. Отдел культуры дал Теряеву, как театральному художнику, направление в Цимлянский народный театр. С 1959 по 1981 год преподавал в Ростовском художественном училище им. М. Б. Грекова.

## Работы художника находятся в собраниях
- Ростовский областной музей изобразительных искусств, Ростов-на-Дону.
- Музей современного изобразительного искусства на Дмитровской, Ростов-на-Дону.
- Таганрогский художественный музей, Таганрог[3].
- Раздорский этнографический музей-заповедник, ст. Раздорская, Ростовская обл.
- Коллекция Александра Токарева, Старочеркасская[4].
- Частные коллекции.

## Персональные выставки
- 1961 — Всесоюзное театральное общество, Ростов-на-Дону;
- 1969 — Выставочный зал РО СХ РСФСР, Ростов-на-Дону;
- 1979 — Выставочный зал РО СХ РСФСР, Ростов-на-Дону;
- 1981 — Детская художественная школа, Новошахтинск;
- 1983 — Выставочный зал, Шахты;
- 1984 — Выставочный зал РО СХ РСФСР, Ростов-на-Дону;
- 1988 — Выставочный зал РО СХ РСФСР, Ростов-на-Дону;
- 1989 — Ростовский областной музей изобразительных искусств, Ростов-на-Дону;
- 1993 — ???, Москва;
- 2000 — Ростовский областной музей изобразительных искусств, Ростов-на-Дону;
- 2006 — Музей современного изобразительного искусства на Дмитровской, Ростов-на-Дону.
- 2009 — Ростовский областной музей изобразительных искусств, Ростов-на-Дону.
- 2023 — «Женские образы в творчестве Тимофея Теряева». Галерея «Иллюзия эфемерности», Ростов-на-Дону.[5]

## Групповые выставки
- 2008 — «М — Ж». Музей современного изобразительного искусства на Дмитровской, Ростов-на-Дону.
- 2008 — «О смертном в искусстве. Памяти Николая Константинова».М-галерея, Ростов-на-Дону.
- 2009 — «REMAKE». М-галерея, Ростов-на-Дону.

## Цитаты
- «Ты выбрал путь трудный, ибо правды в наше время не любят. Никогда не сомневался в тебе — художнике. Страшная вещь правда в искусстве — все это ты лучше меня знаешь» — Минас Аветисян, 1970.
- «Я нарисовал мало картин. Чуть больше тысячи. Многие уничтожил, сейчас об этом жалею. Многие „записал“ — не было чистого холста… Я по многу раз переделываю свои работы. Стремлюсь к совершенству в донесении своей мысли. Некоторые думают, что совершенство — это Шилов. Но он не может остановиться в проработке деталей. Вы будете смеяться, если я скажу, что мне нравится Шишкин. Но я люблю его „Рожь“. Она монументальна, русская по характеру. Меня не столько волнует форма, сколько то, что хотел сказать художник. Я люблю Пикассо. Но не всего. „Герника“ — совершенно пустая работа. Но мне нравится дух Пикассо. Гадкий, низкий человек никогда не сможет создать великого произведения. Меня трогают многие художники, у которых есть ощущение правды жизни. Артистизм — не главное» — Тимофей Теряев, 1996.
- «В моем детском опыте настоящий художник — это Теряев. Я не видел других настоящих художников. Конечно, это первоклассная живопись. Такой русский модернизм. Теряеву место в Третьяковке, в разделе советского искусства. В этом искусстве он не занял своего места — система Союза художников не двигала его. И надо бы ростовчанам сделать это. Надо его в Третьяковку вписать»[1] — Авдей Тер-Оганьян, 2011.

## Известные ученики
- Кабарухин, Леонид Андреевич (1951)[6]
- Кульченко, Валерий Иванович (1943—2021)
- Мовсесян, Калуст Багдасарович (1951)
- Чубаров, Валерий Яковлевич (1950—2012)[7]

## Память
- В августе 2015 года стало известно, что в одном из строящихся районов Ростова-на-Дону появится улица, названная в честь Тимофея Теряева[8]. Это решение было принято городской межведомственной комиссией по наименованиям[9]. Улица должна появиться в новом микрорайоне Платовский[9]. Располагаться улица имени Тимофея Теряева будет рядом с улицей, названной в честь другого замечательного ростовского художника и музыканта, Сергея Тимофеева[10].